# 시흥능곡역
시흥능곡역(始興陵谷驛, Siheung Neunggok station)은 경기도 시흥시 능곡동에 위치한 수도권 전철 서해선의 전철역이다. 경기도 고양시에 위치한 능곡역(陵谷驛)과의 혼선 방지 차원에서, 서해선 광역전철 2단계(대곡-소사선) 개통 시기를 염두에 두고, 역명에 '시흥'이 붙었다.

## 연혁
- 2013년 10월 21일: 사업용 철도노선 고시 및 연성역으로 역명 결정[2]
- 2018년 4월 6일: 철도거리표 고시 및 시흥능곡역으로 역명 변경[3]
- 2018년 6월 16일: 수도권 전철 서해선 개통과 함께 영업 개시[4]

## 승강장
2면 2선의 상대식 승강장을 갖추고 있다. 승강장에는 스크린도어가 설치되어 있다.
| ↑ 시흥시청 |
| \| 하      |
| 달미 ↓     |

| 1 | ● 수도권 전철 서해선 | 소사 · 김포공항 · 대곡 · 일산 방면 |
| 2 | ● 수도권 전철 서해선 | 초지 · 원시 방면                   |

## 역 주변
- 시흥능곡고등학교
- 승지초등학교
- 능곡도서관
- 시흥시종합노인복지관
- 국민건강보험공단 시흥지사
- 시흥도시공사
- 시흥시차량등록사업소
- 승지공원
- 능곡선사유적공원
- 능곡파출소
- 영모재공원
- 능곡동행정복지센터
- 시흥능곡초등학교
- 시흥능곡중학교
- 중앙공원

## 사진

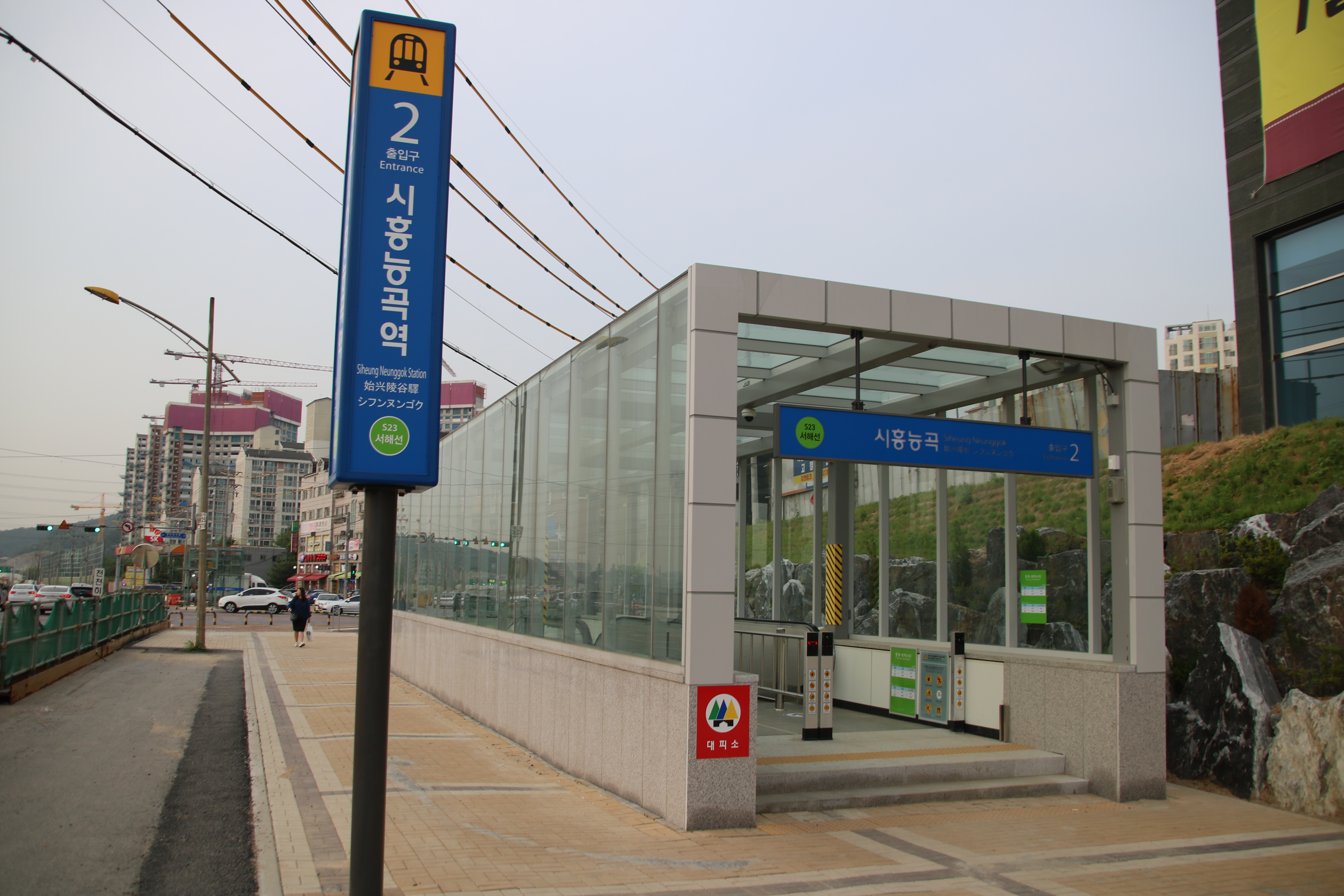
2번 출입구
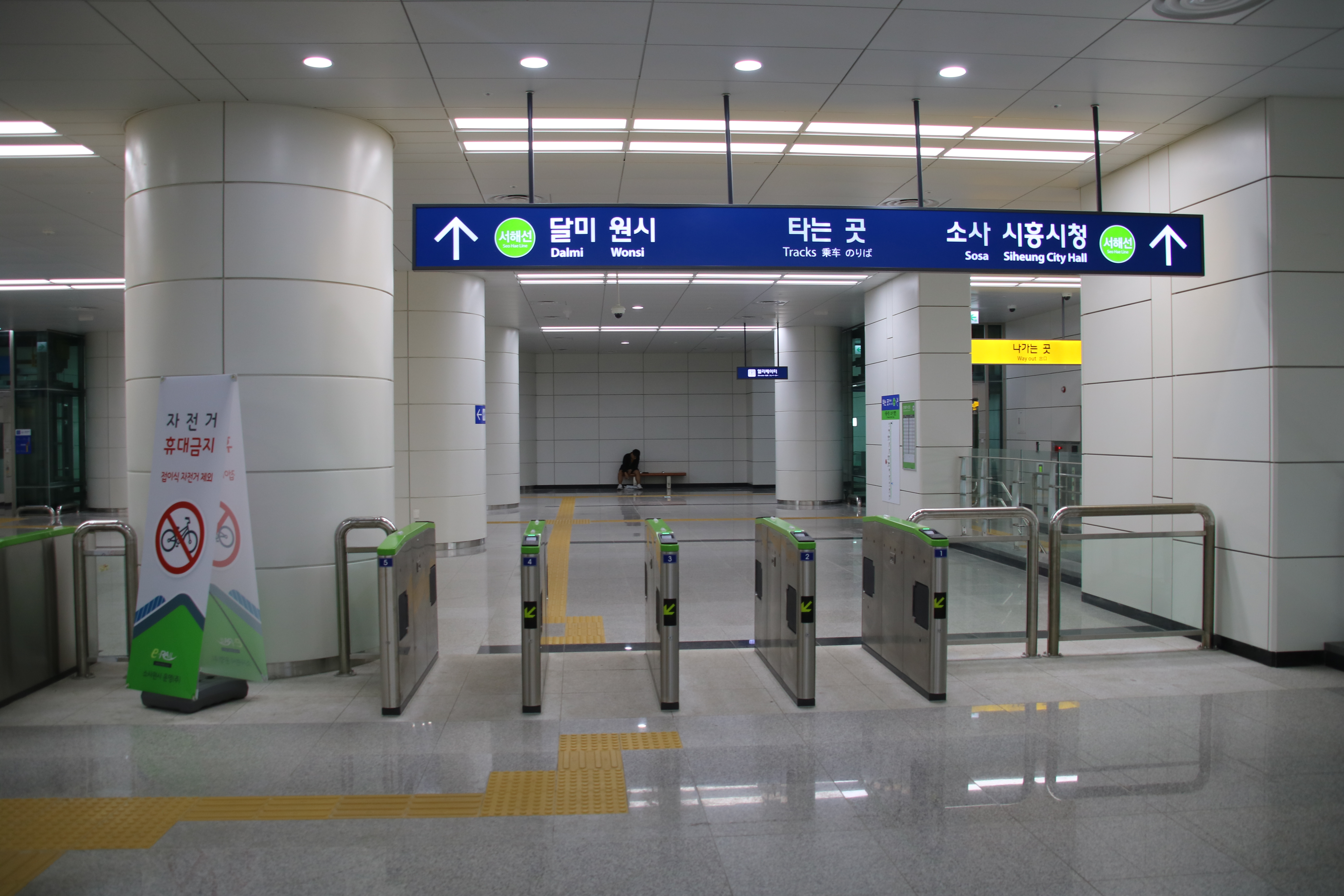
개찰구 (서해선 광역전철 2단계 구간 개통 이전)
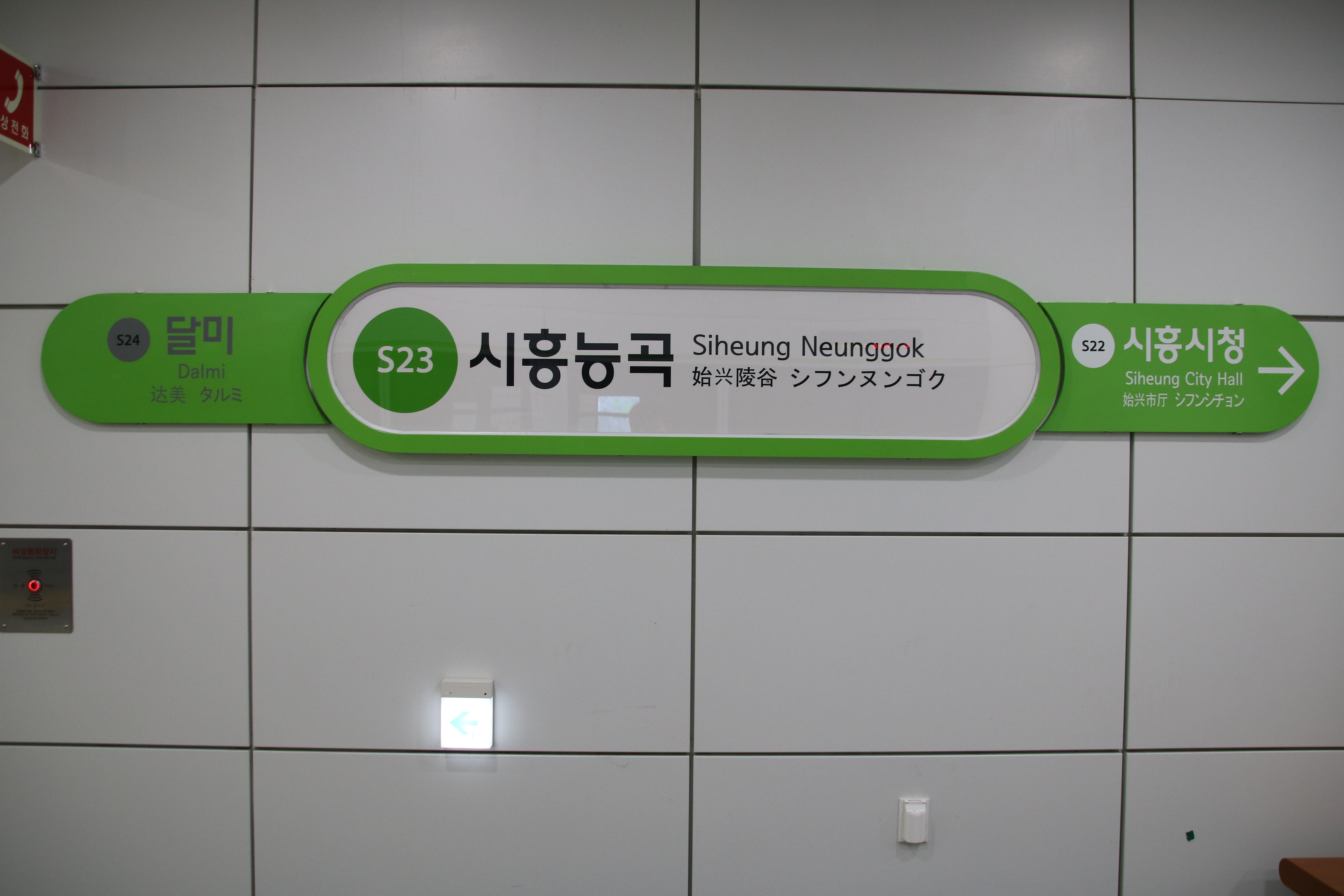
역명판

## 이용객 변동
| 노선   | 일평균 인원수 (명/일) | 일평균 인원수 (명/일) | 일평균 인원수 (명/일) | 일평균 인원수 (명/일) | 일평균 인원수 (명/일) | 각주  |
| 노선   | 2018년                | 2019년                | 2020년                | 2021년                | 2022년                | 각주  |
| ------ | --------------------- | --------------------- | --------------------- | --------------------- | --------------------- | ----- |
| 서해선 | 3,199                 | 4,030                 | 3,989                 | 3,055                 | 3,561                 | [ 5 ] |

## 인접한 역
| 수도권 전철 서해선     | 수도권 전철 서해선   | 수도권 전철 서해선 |
| ---------------------- | -------------------- | ------------------ |
| S22 시흥시청 일산 방면 | ● 수도권 전철 서해선 | S24 달미 원시 방면 |